# سنت گیلگن
سنت گیلگن (به آلمانی: St. Gilgen) یک منطقهٔ مسکونی در اتریش است که در ناحیه زالتسبورگ-اومگه‌بونگ واقع شده‌است. سنت گیلگن ۹۸٫۶۷ کیلومتر مربع مساحت دارد ۵۴۵ متر بالاتر از سطح دریا واقع شده‌است.